# Bundesverband Kleinwüchsige Menschen und ihre Familien

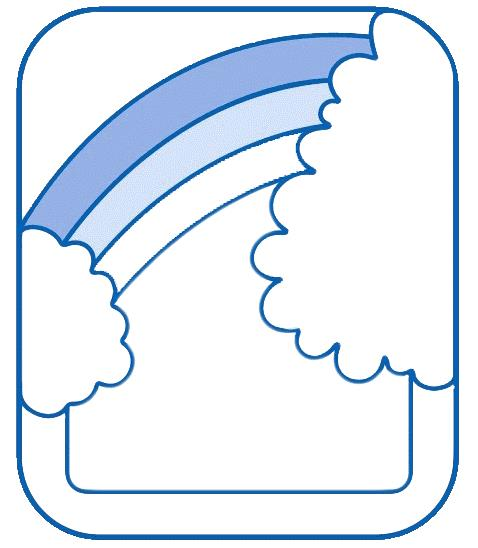
Logo des Bundesverbands Kleinwüchsiger Menschen und ihrer Familien

Der Bundesverband Kleinwüchsige Menschen und ihre Familien e.V. (BKMF e.V.) ist eine deutsche Organisation auf dem Gebiet der gesundheitlichen, familienorientierten Selbsthilfe. Er setzt sich für die Interessen und Belange von kleinwüchsigen Menschen und ihren Familien ein. Der Verein hatte 2013 über 3.500 Mitglieder. Da es für Kleinwuchs eine Vielzahl von Ursachen gibt, ist auch das Spektrum der Diagnosen unter den Mitgliedern weit gestreut.

## Geschichte
Ursprünge des Vereins liegen in den frühen 1980er Jahren. Zu dieser Zeit begannen sich Eltern kleinwüchsiger Kinder zu treffen mit dem Ziel, sich zu vernetzen, Erfahrungen und Informationen auszutauschen. Die Initiative ging von Ruzena und Karl-Heinz Klingebiel sowie der Diplom-Psychologin Ortrun Schott aus.
Der Verein wurde zunächst am 16. Februar 1988 als „Elterngruppe kleinwüchsiger Kinder e.V.“ gegründet. Im selben Jahr wurde das erste Kleinwuchsforum in Mauloff veranstaltet. Die erste Beratungs- und Geschäftsstelle wurde 1991 in Bremen eingerichtet, besetzt mit hauptamtlicher Verwaltungsfachkraft und einer Geschäftsführung.

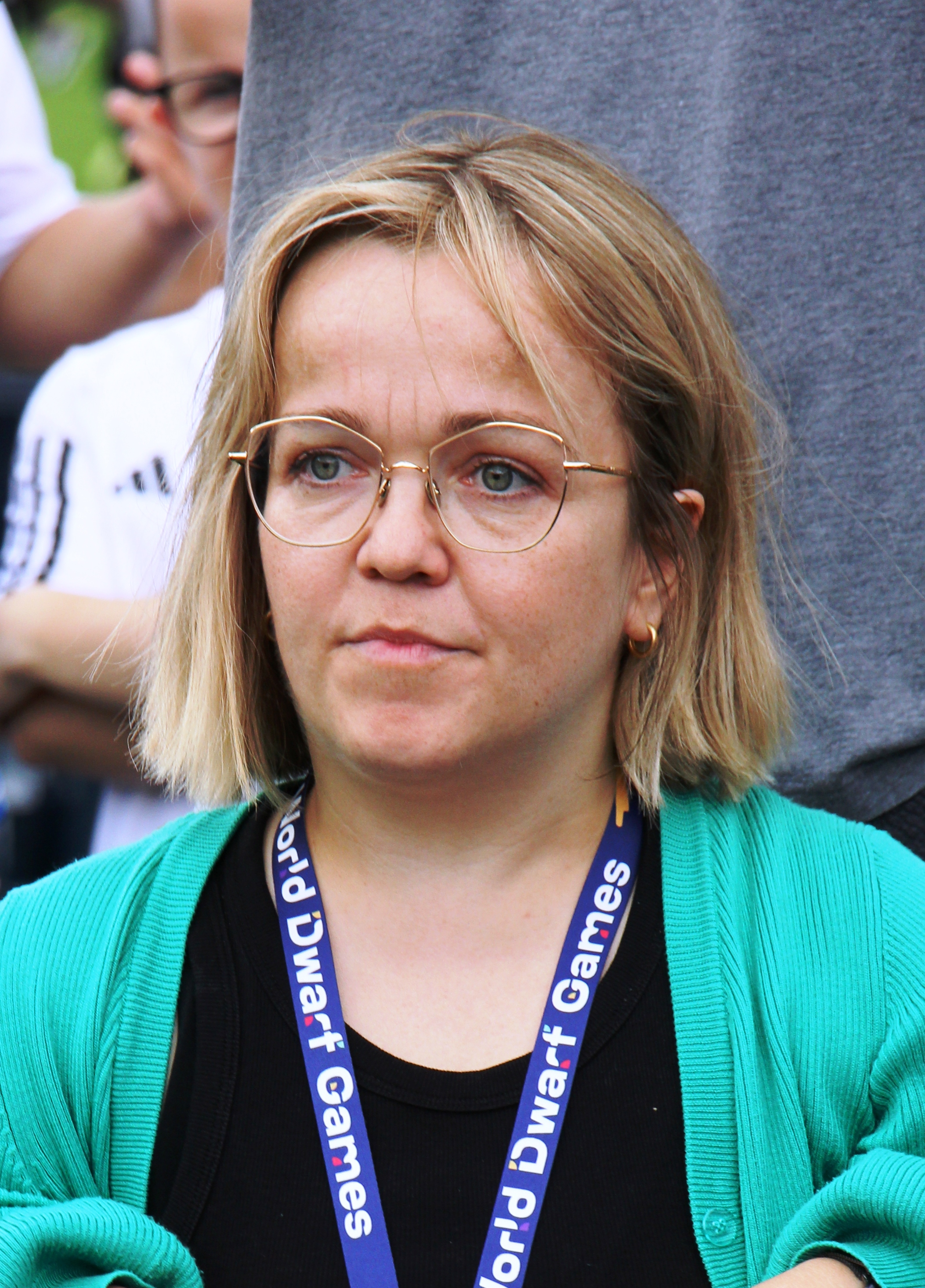
Patricia Carl-Innig, 1. Vorsitzende des Vereins seit 2013

Eine Initiative mit der Vereinigung Kleinwüchsiger Menschen (VKM) erreichte 1992 ein bundesweites Verbot des Zwergenwerfens. Im Mai kam es zu einem internationalen Kleinwuchsforum in Bremen. Ein Jahr später beschlossen die Mitglieder die Umbenennung des Vereins in „Bundesverband Kleinwüchsiger Menschen und ihre Familien e.V.“.
Erfolge in der Kooperation mit anderen Organisationen und Initiativen waren u. a. die Beteiligung des BKMF bei der Gründung des Deutschen Behindertenrates und der Allianz Chronischer Seltener Erkrankungen (ACHSE e.V.) Die Bedeutung des Vereins und seiner Leistungen drückten sich im Jahre 2006 durch die Verleihung des Bundesverdienstkreuzes an den Gründungsvorsitzenden Karl-Heinz Klingebiel aus.
2007 wurde das Deutsche Zentrum für Kleinwuchsfragen eröffnet. Teil davon ist eine kleinwuchsgerechte Probewohnung, in der Betroffene verschiedene technische Hilfsmittel im Gebrauch testen können, um zu entscheiden, ob sie hilfreich für sie sind.
Das Projekt „Generationswechsel“ verfolgte im Jahr 2013 das Ziel einer zukunftsorientierten Ausrichtung. Seitdem sind mehrere kleinwüchsige Erwachsene, die seit ihrer Kindheit dem Verein angehören, im Vorstand tätig. So ist seit dem 17. März 2013 Patricia Carl-Innig Vorsitzende des Vereins. Sie löste Doris Michel ab, die das Amt zuvor 12 Jahre lang innegehabt hatte.
2023 richtete der Bundesverband die 8. World Dwarf Games (Welt-Kleinwuchsspiele) in Köln aus, an denen mehr als 500 Sporttreibende aus 25 Ländern teilnahmen.
Bekannte Mitglieder des Vereins sind unter anderem Ninia Binias, Raul Krauthausen und Simone Fischer.

## Ziele und Aufgabe
Der Verein ist seiner Satzung gemäß ausschließlich den Interessen kleinwüchsiger Menschen verpflichtet, dabei stets mit dem Gedanken der Selbsthilfe. Daraus ergeben sich folgende Aufgaben:
- Förderung der Mitglieder durch Information, Beratung, Betreuung und Stärkung in allen mit dem Kleinwuchs verbundenen Belangen
- Psychosoziale Stärkung von Betroffenen
- Förderung der Integration in die Gesellschaft
- Abbau vorhandener Vorurteile
- Bündelung, Systematisierung und Verbreitung kleinwuchsspezifischen Wissens[11][12][13]

Um dies zu bewerkstelligen, existiert ein bundesweites Beratungsnetzwerk, bestehend aus hauptamtlichen Mitarbeitern in der Beratungs- und Geschäftsstelle in Bremen und den ehrenamtlichen Beratern aus den 8  Landesverbänden.

## Struktur des Vereins
In der Vereinssatzung ist geregelt, dass die Vereinsarbeit und die Betreuung der Mitglieder vorrangig in den Landesverbänden, Arbeitsgruppen und Arbeitskreisen erfolgen soll.

### Landesverbände
Innerhalb des Bundesverbandes existieren 8 Landesverbände, denen es frei steht, sich regional zu untergliedern. Teilweise haben auch sie den Status eines Vereins. Die Landesverbände führen Veranstaltungen auch lokal durch.

### Arbeitsgruppen
In 8 Arbeitsgruppen tauschen sich Betroffene untereinander aus. So jeweils eine eigenständige für die Kleinwuchsformen Achondroplasie, Diastrophische Dysplasie, Hypochondroplasie, Phosphatdiabetes, Spondyloepiphisäre Dysplasia congentina. Eine Arbeitsgruppe umfasst das Silver-Russell-Syndrom, Small for Gestational Age und Wachstumshormonmangel, eine weitere betreut Tricho-Rhino-Phalangie-Syndrome und Multiple hereditäre Exostosen. Die verschiedenen Arbeitsgruppen spiegeln das weite Spektrum der unterschiedlichen Diagnosen der Mitglieder wider.
Es gibt jedoch nicht für jede Diagnoseform eine Arbeitsgruppe, da einige Erkrankungen so selten sind, dass es im gesamten Bundesgebiet weniger als 10 betroffene Personen gibt. Hier liegt das Augenmerk dennoch auf den Kontakten untereinander für den bereits erwähnten Erfahrungsaustausch und Erkenntnisgewinn.

### Arbeitskreise
Es gibt 4 Arbeitskreise, „Junge Menschen“, „Eltern“, "Deutscher Kleinwuchs-Sport" und „Erwachsene Kleinwüchsige“, die eine Betreuung bezogen auf die jeweilige Lebensabschnittsphase sicherstellen sollen.

### Beiräte
Vom Vorstand können zur fachlichen und wissenschaftlichen Beratung Beiräte berufen werden. Dies sind (Stand 2025) der Älstestenrat sowie der Wissenschaftliche Beirat, welcher sich aktiv bei der Arbeit an den Publikationen beteiligt bzw. Hinweise gibt, wenn Informationsmaterial aufgrund neuerer, wissenschaftlicher Erkenntnisse aktualisiert werden sollte.

## Mitgliedschaften
Der Bundesverband Kleinwüchsige Menschen und ihre Familien ist u. a. Mitglied der Bundesarbeitsgemeinschaft Selbsthilfe, der Allianz Chronischer Seltener Erkrankungen, der European Organisation for Rare Diseases (EURORDIS), beim Deutschen Roten Kreuz (Landesverband Bremen, als kooperierendes Mitglied) und beim Deutschen Behindertenrat.

## Publikationen
Einmal im Jahr erscheint die Mitgliederzeitschrift „betrifft kleinwuchs“, mit aktuellen Vereinsinterna, Erfahrungsberichten, Artikeln über neue Erkenntnisse aus der Forschung oder die Arbeit der Selbsthilfe allgemein. Darüber hinaus gibt der Verein verschiedene Informationsmaterialien heraus, wie zum Beispiel die „Erstinformation zum Thema Kleinwuchs“, Informationen zu einzelnen Krankheitsbildern (u. a. der Achondroplasie, Hypochondroplasie etc.) sowie die „Gelben Blätter“, die kompakte, medizinisch und wissenschaftlich fundierte, allgemeinverständliche Erklärungen einzelner Diagnosefelder liefern. Weiterhin gibt es auch rein wissenschaftliche Veröffentlichungen.
Ziel ist nicht nur die Information von Betroffenen und deren Angehörigen, sondern auch von Fachpersonal wie Ärzten oder Physiotherapeuten, weshalb stets mit Fachärzten kooperiert wird und Publikationen in Zusammenarbeit mit dem wissenschaftlichen Beirat des Vereins entstehen. Für manche Krankheitsbilder sind diese Veröffentlichungen des BKMF die einzigen erhältlichen deutschsprachigen Informationssammlungen.

## Projekte und Seminare
Der Verein führt beständig verschiedene Projekte im Zusammenhang mit Kleinwuchs durch, insbesondere Forschungsprojekte in Zusammenarbeit mit Universitätskliniken. Unter anderem gab es seit 1998 ein Forschungsprojekt zur beruflichen Situation kleinwüchsiger Menschen, eine Wanderausstellung „Betrachtungsweisen“ von 2008 bis 2012, eine Studie über die Lebensqualität junger Menschen mit Achondroplasie (2011 bis 2013) und ein Projekt zur Bündelung von Informationen über Schwangerschaften und Elternschaft von kleinwüchsigen Frauen (2016 bis 2018).
Neben der Projektarbeit werden Seminare für Jugendliche, ehrenamtliche Berater oder auch Symposien und Workshops für Fachkräfte durchgeführt. Die größte Veranstaltung dieser Art ist das jährlich am Himmelfahrtswochenende stattfindende Kleinwuchsforum in der Rhön mit bis zu 1000 Teilnehmenden.